# Eupelmus anpingensis
Eupelmus anpingensis är en stekelart som beskrevs av Masi 1927. Eupelmus anpingensis ingår i släktet Eupelmus och familjen hoppglanssteklar.
Artens utbredningsområde är Taiwan. Inga underarter finns listade i Catalogue of Life.